# William Carrick
William Arthur Carrick, russifié en William (Vassili) Andreïevitch Carrick (Вильям (Василий) Андреевич Каррик), né en 1827 et mort en 1878, est un photographe écossais sujet britannique ayant fait carrière en Russie.

## Biographie
Carrick naît le 31 décembre 1827 à Édimbourg dans la famille d'un marchand de bois, Andrew Carrick. Ce dernier avait longtemps vécu et travaillé à Saint-Pétersbourg et le grand-père de William Carrick était connu à la bourse de Londres dans les années 1790, comme « marchand revenu de Saint-Pétersbourg ». Au cours d'un voyage en Écosse en 1825, Andrew Carrick fait la connaissance de sa future épouse, Jessie Lauder, âgée de 15 ans. Ils se marient et quelques semaines après la naissance de William, ils arrivent au port de Cronstadt (au large de Saint-Pétersbourg) où ils vont passer les seize années suivantes. Ils emménagent en 1844 à Saint-Pétersourg où William entre à l'académie des arts afin d'étudier l'architecture sous la férule d'Alexandre Brioullov, mais il s'intéresse beaucoup plus aux classes de peinture. En 1853, il termine ses études devenant « artiste hors classe avec droit de construire ». Ensuite, William Carrick se rend en voyage d'études à Rome. La guerre de Crimée qui provoque les blocus des ports ruine l'affaire familiale. William Carrick retourne en 1856 quelque temps à Saint-Pétersbourg puis à l'été 1857 il part pour Édimbourg avec son frère cadet George qui entre à la faculté de médecine. William Carrick se tourne vers la photographie.

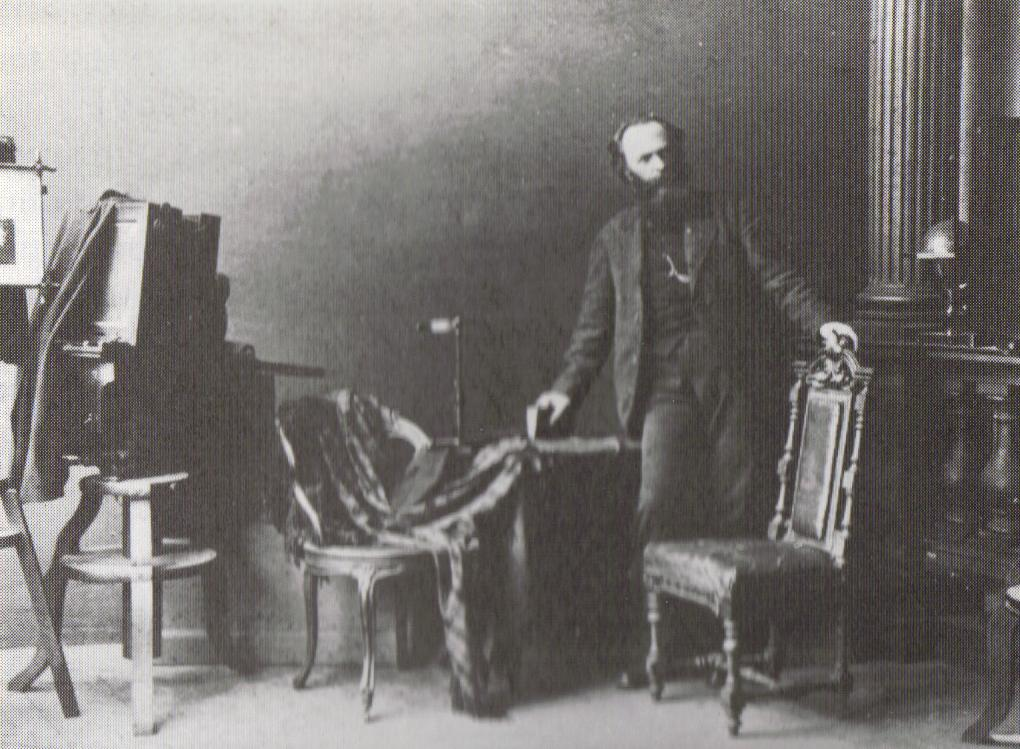
William Carrick dans son atelier.

Il fait la connaissance à Édimbourg du technicien en photographie, John McGregor. Ils partent en octobre 1857 pour la Russie et en 1859 Carrick ouvre son atelier de photographie, le premier de la sorte en Russie, à Saint-Pétersbourg au n° 19 rue Malaïa Morskaïa  prenant McGregor comme assistant. Il connaît très vite la notoriété avec ses photographies décrivant la vie quotidienne du pays et il est le premier photographe ethnographe en Russie. En 1862, le jeune grand-duc Nicolas, fils de l'empereur, lui commande un portrait et, satisfait du résultat, lui donne une bague avec un diamant. En 1865, le comte Mihály Zichy (Mikhaïl Zitchi) commande à Carrick de photographier sa collection de tableaux, pour en imprimer les reproductions et les vendre. Carrick fait de même pour Kramskoï, Vasnetsov et Gay; un grand nombre de ses reproductions sont publiées après sa mort dans son Album des peintres russes.
En 1869, il expose pour la première fois à Moscou. Carrick et McGregor voyagent à plusieurs reprises dans les provinces profondes de l'empire ; par exemple en 1871 ils passent un mois dans le gouvernement de Simbirsk. Ils rassemblent une grande collection de photographies décrivant la vie des paysans russes et mordves, des Tatars et des Tchouvaches. McGregor meurt en 1872. Carrick est inconsolable, mais poursuit son travail. Plusieurs photographies de Carrick sont présentées de manière anonyme à l'exposition internationale de Londres de 1874 sous le titre de « Clichés de Russie ». Carrick retourne dans le gouvernement de Simbirsk pendant l'été 1875. En 1876, il photographie l'académie des arts et y est gratifié d'un atelier. En 1878, une exposition de ses travaux est organisée à Paris.
Wiliam Carrick meurt de pneumonie le 11 novembre 1878 à Saint-Pétersbourg.

## Famille
William Carrick épouse Alexandra Grigorievna Markelova (1832-1916) devenue traductrice. Ils ont deux fils, Valery Carrick (1869-1943), célèbre caricaturiste et conteur, et Dmitri. En plus, William Carrick adopte Grigori, fils d'une première union de sa femme. Grigori devient photographe.
La petite nièce de Carrick, Felicity Ashbee, vivant à Edimbourg, est conservatrice de l'œuvre du photographe et la popularise. Elle a écrit deux articles pour le magazine Sovietskoïe foto, ouvrant des pages inédites de la vie et de l'œuvre de son grand-oncle.

## Illustrations
Quelques photographies de Carrick:

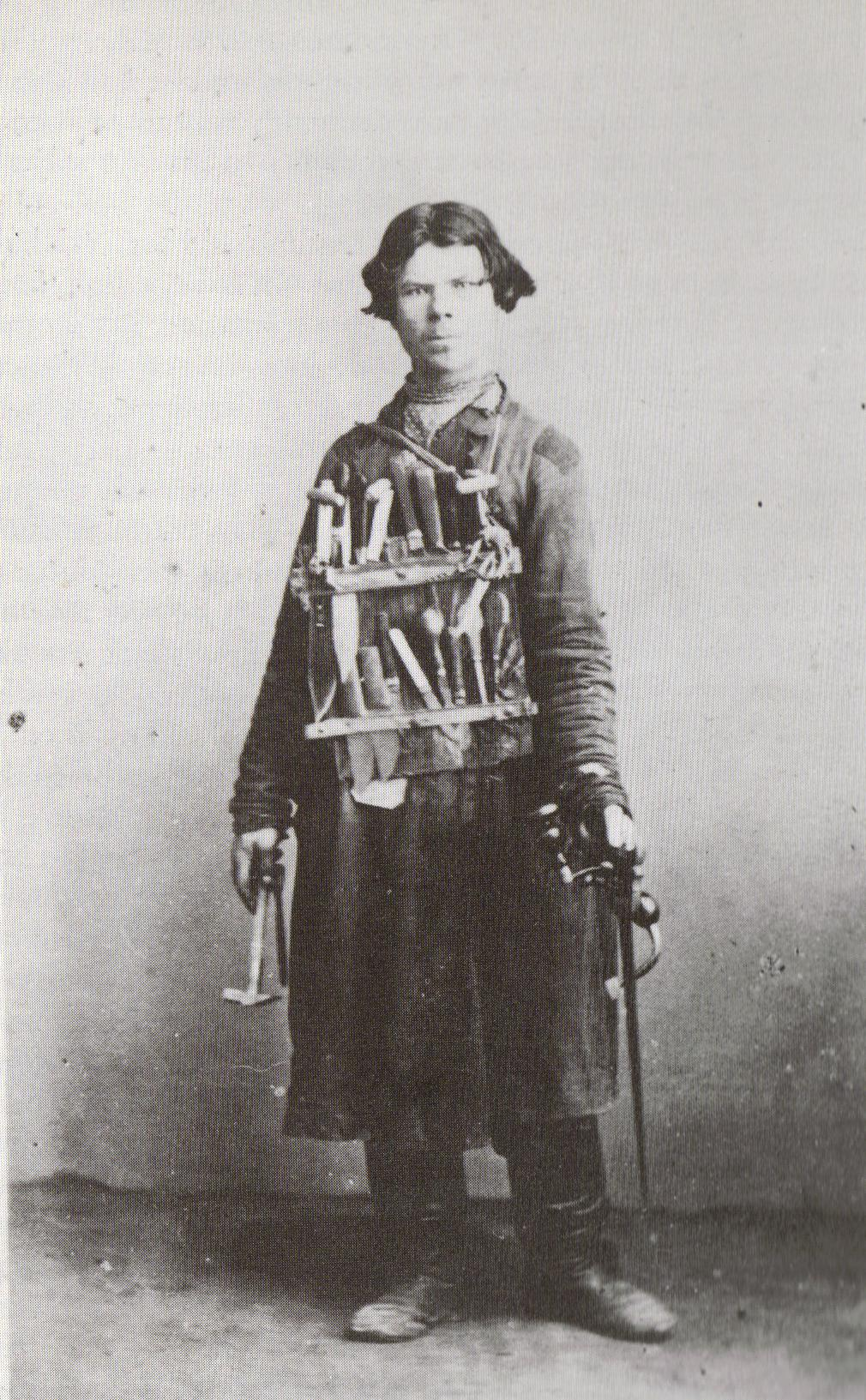
Marchand d'instruments.
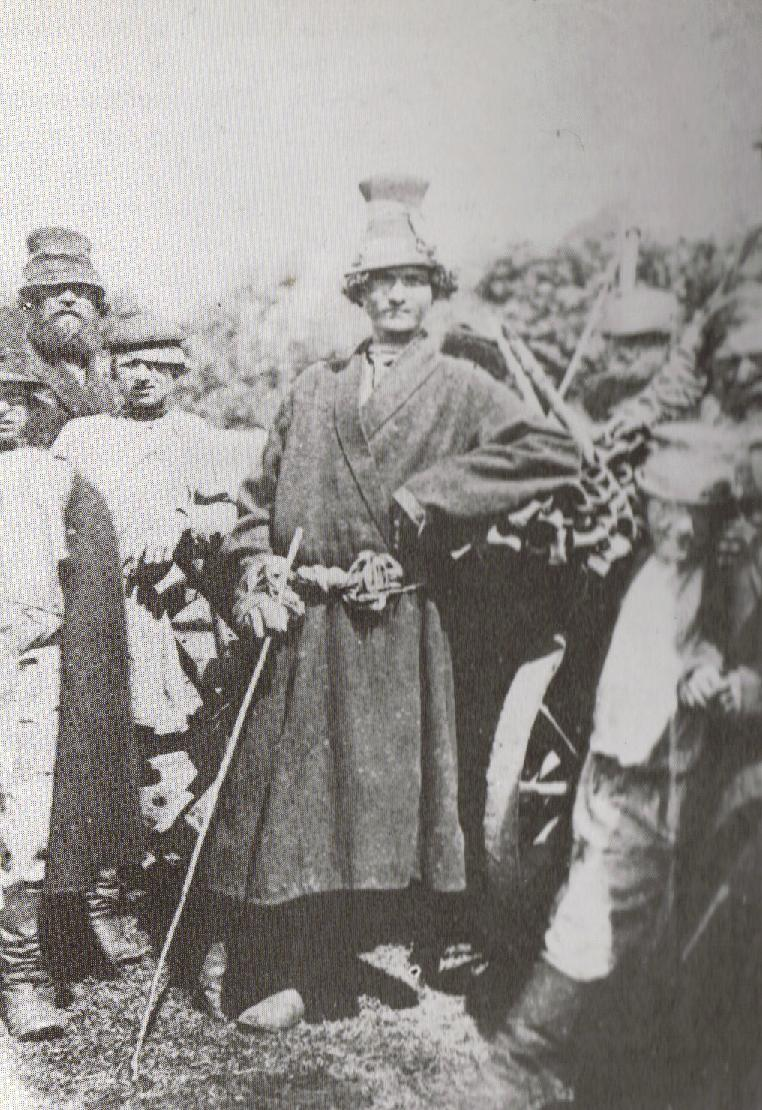
Le bazar de Kamenka.
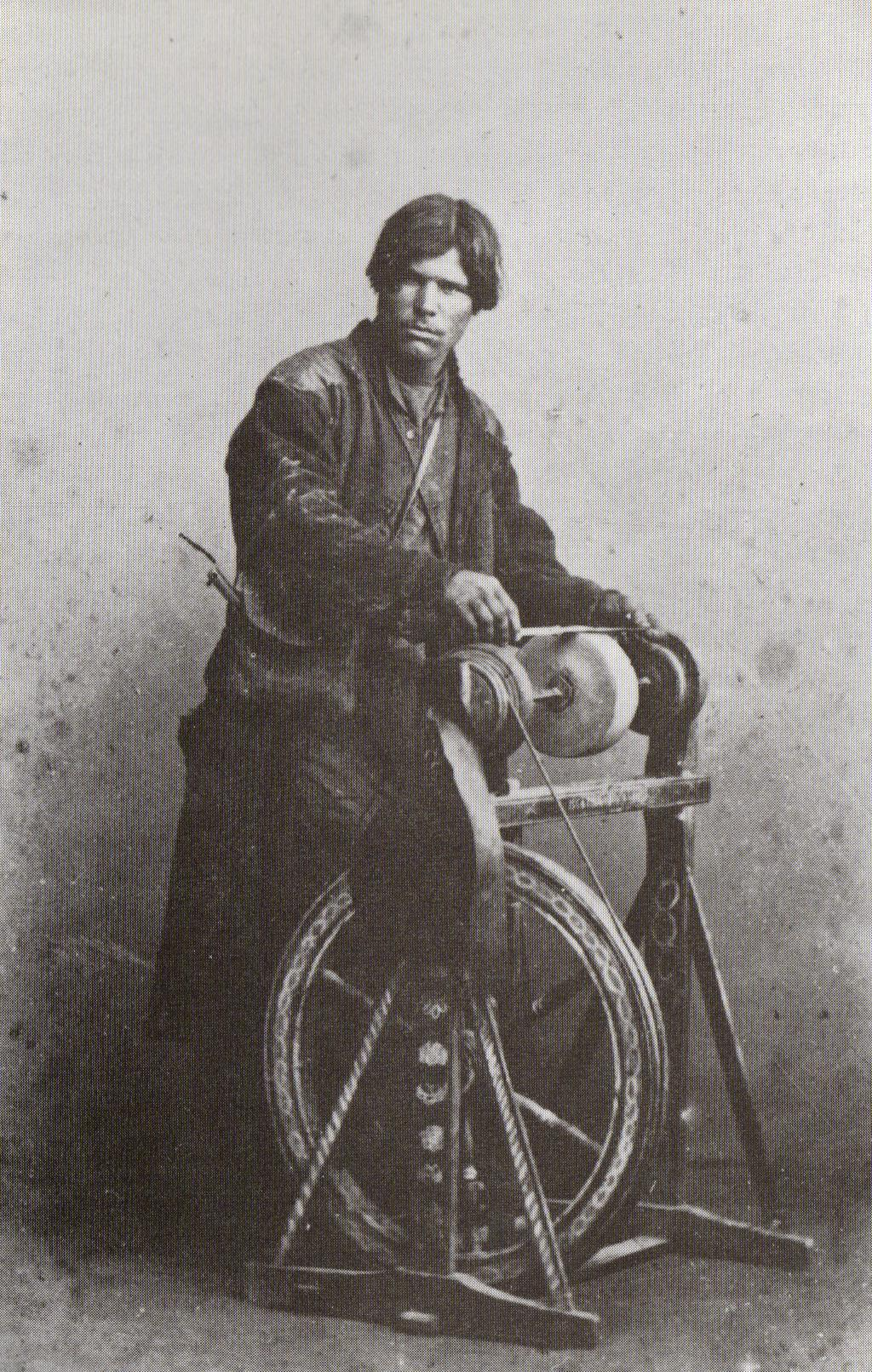
Le rémouleur.
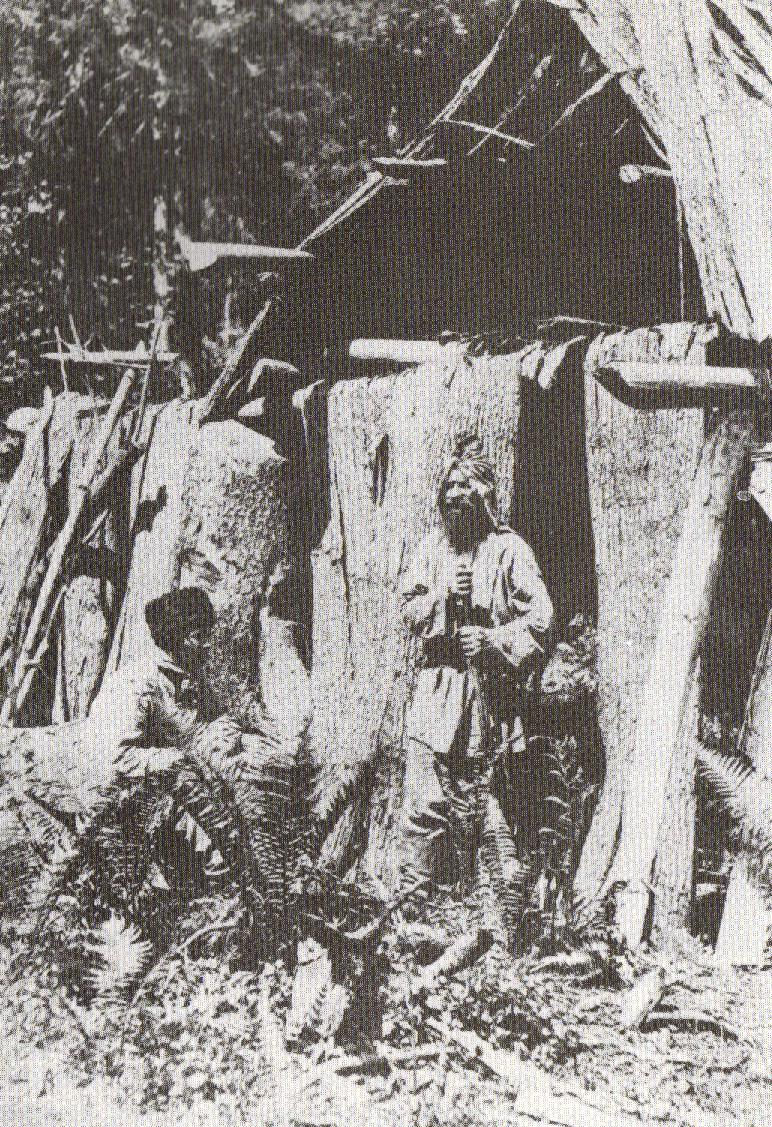
Scène en forêt à Simbirsk.